# St. Charles (Maryland)
St. Charles è un ex census-designated place (CDP), classificato come planned community, degli Stati Uniti d'America, situato nello stato del Maryland, nella contea di Charles.